# Stüdenitz-Schönermark
Stüdenitz-Schönermark é um município da Alemanha, situado no distrito de Ostprignitz-Ruppin, no estado de Brandemburgo. Tem 24,34 km² de área, e sua população em 2019 foi estimada em 581 habitantes.